# كاتي باتي
كاتي باتي (بالإنجليزية: Katti Batti)‏ هو فلم كوميدي رومانسي هندي منتج في سنة 2015 ،من إخراج نيخيل أدفاني وبطولة كانغانا رانوت وعمران خان وفيفان باتينا ومنتج من قبل شركة يو موشن بيكتشرز، قصة الفلم تتكلم عن المهندس المعماري مادهاف كابرا (عمران خان) الذي يقع بحب بايال (كانغانا رانوت) بسبب أفكارها في الحياة، وبعد أن يعيشوا مع بعض 5 سنوات تترك بايال مادي.

## وصلات خارجية
- كاتي باتي على موقع IMDb (الإنجليزية)
- كاتي باتي على موقع ميتاكريتيك (الإنجليزية)
- كاتي باتي على موقع روتن توميتوز (الإنجليزية)
- كاتي باتي على موقع قاعدة بيانات الأفلام العربية
- كاتي باتي على موقع ألو سيني (الفرنسية)
- كاتي باتي على موقع أول موفي (الإنجليزية)
- كاتي باتي على موقع فيلمافينيتي (الإسبانية)
- كاتي باتي على موقع قاعدة بيانات الفيلم (الإنجليزية)
- كاتي باتي على موقع ليتربوكسد (الإنجليزية)
- كاتي باتي على موقع كينوبويسك (الروسية)
- كاتي باتي على قاعدة بيانات الأفلام على الإنترنت